# Бреньяно
Бреньяно (итал. Bregnano) — коммуна в Италии, находится в регионе Ломбардия, подчиняется административному центру Комо.
Население составляет 5508 человек (2004), плотность населения составляет 852 чел./км². Занимает площадь 6 км². Почтовый индекс — 22070. Телефонный код — 031.
Покровителем коммуны почитается святой архангел Михаил, празднование 29 сентября.